# Джария (угольное месторождение)
Угольное месторождение Джария — крупное угольное месторождение, расположенное на востоке Индии в Джарии, Дханбаде, Джаркханд. Джария — крупнейшее месторождение угля в Индии, оцениваемое в 19,4 млрд тонн коксующегося угля. Угольное месторождение вносит важный вклад в местную экономику, обеспечивая либо напрямую, либо косвенно занятость значительной части местного населения.
По меньшей мере с 1916 года на угольных пластах на месторождениях продолжаются пожары, в результате сгорело 37 миллионов тонн угля, произошло значительное проседание почвы и загрязнение воды и воздуха в округе, включая город Джария. Из-за загрязнения было создано государственное агентство, ответственное за переселение местного населения, однако прогресс в переселении пока незначителен.

## Угольное месторождение
Угольное месторождение расположено в долине реки Дамодар и занимает площадь около 110 квадратных миль (280 квадратных километров). Здесь добывают битуминозный уголь, пригодный для производства кокса. Большая часть угля в Индии поступает из Джарии. Угольные шахты Джария являются важнейшим хранилищем первичного коксового угля, используемого в доменных печах, в его состав входят 23 крупных подземных и девять крупных открытых шахт.

## История
Добыча угля на этих угольных месторождениях началась в 1894 году и стала особенно интенсивной в 1925 году. Первыми индийцами, прибывшими и разрушившими монополию британцев на добычу угля, были гуджаратские железнодорожные подрядчики из Кача, некоторые из которых решили заняться добычей угля и, таким образом, примерно в 1890—1895 годах стали пионерами добычи в поясе угольных месторождений Джария. Первым индийцем в поясе Джария-Дханбад, который нарушил монополию европейцев и между 1894 и 1910 годами основал шахты Хас Джария, Золотая Джария, Фатехпур, Балихари, Хас Джинагора и Восточный Багатдих, был Сетх Хора Рамджи Чавда вместе со своими братьями Теджа Рамджи Чавда, Джета Лира Джетва, Ахой Рамджи Чавда и Пачан Рамджи Чора. В угольной шахте Пур Джария Хора Рамджи и братья были партнёрами Дивана Бахадура Такера.
Говамаль Дживан Чаухан, упомянутый британцами в The Encyclopaedia of Bengal, Bihar & Orissa, основал угольные шахты в Тисре, Будрочуке и Пандеберре примерно в 1908—1910 годах. Джагмал Раджа Чаухан владел шахтой Раджапур вместе с Манджи Джерамом из Мадхапара, а Химджи Валджи владел шахтами Тисры. Мигранты взяли в аренду у Раджи Джарии находящиеся в разных местах угольные месторождения, чтобы открыть угольные шахты в Кхас-Джарии, Джамадобе, Балихари, Тисре, Катрасгархе, Кайлудихе, Кусунде, Говиндпуре, Сиджуе, Сиджхуе, Лоябаде, Джойрампуре, Бхаге, Матадихе, Мохуде, Дхансаре, Бхули, Бермо, Мугме, Часнале — Бокаро, Бугатдихе, Путки, Пандибри, Раджапуре, Джинагоре, Гарерии, Чиркунде, Бхоре, Синидихе, Кендвадихе, Думке и т. д.

### Пожар на угольном месторождении

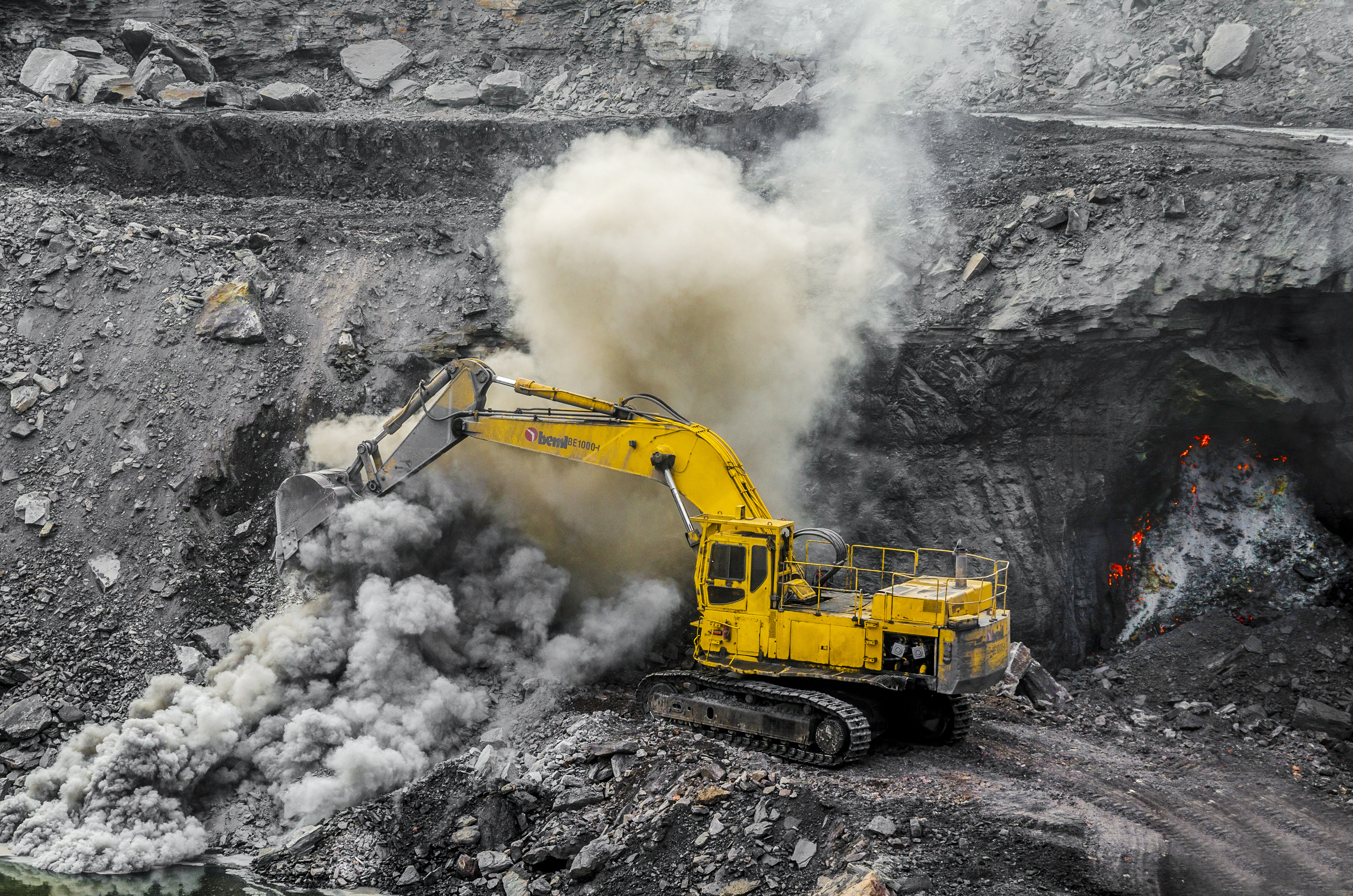
Угольная шахта Джария с дымом и тлеющими углями от подземного пожара на угольном месторождении. Пожар длится более чем столетие и лишил крова или поставил под угрозу здоровье сотен тысяч людей.

Джария знаменита подземным пожаром. По оценкам 2007 года, с начала пожаров сгорело 37 миллионов тонн угля.
Первый пожар был обнаружен в 1916 году на угольной шахте Бховрах, принадлежавшей Eastern Coal Co Limited на пласте XIV. С тех пор произошло несколько пожаров на подземных и открытых горных работах, а также в отвалах на объектах добычи полезных ископаемых. Из-за неправильных методов добычи подземный пожар распространился на другие шахты.
Согласно записям, почти пятнадцать лет спустя после первого пожара, одной из первых и крупнейших шахт, обрушившихся из-за подземного пожара, стала в в 1930 году шахта Кхас-Джария Сета Хоры Рамджи. Также из-за пожара рухнула принадлежащая ему Голден Джария, в результате проседания грунта на 5,5 метров 8 ноября 1930 года также рухнули находящиеся рядом дом и бунгало и произошли прочие масштабные разрушения. Пожар так и не прекратился, несмотря на усилия горнодобывающего департамента и железнодорожных властей, и в 1933 году пылающие трещины привели к отъезду многих жителей. Землетрясение в Непале и Бихаре в 1934 году привело к дальнейшему распространению огня, и к 1938 году власти заявили, что под городом бушует пожар, охвативший 42 из 133 угольных шахт.
В 1972 году в этом регионе было зарегистрировано более 70 пожаров на шахтах. По состоянию на 2007 год более 400 000 человек, проживающих в Джарии, живут на землях, находящихся из-за этих пожаров под угрозой оседания, и, по словам Сатьи Пратапа Сингха, «Джария находится на грани экологической и гуманитарной катастрофы». Правительство подверглось критике за его пренебрежительное отношение к безопасности жителей Джарии. Густые испарения, выделяемые пожарами, приводят к серьёзным проблемам со здоровьем местного населения, таким как расстройства дыхания и кожные заболевания.
Местные жители (которые зарабатывают не только работая на шахтах официально, но и копая свои шахты, подбирая куски там, где проводится открытая добыча и там, где они падают с грузовиков) при этом могут отказываться от переезда, так как считают добычу угля своей судьбой (и, вероятно, не верят в возможность заработка без шахт).